# جما زهي
جما زهي (بالفارسية: جما زهی) هي قرية تقع في منطقة بولان في إيران. يقدر عدد سكانها بـ 92 نسمة بحسب إحصاء 2016.